# Protogenia
Protogenia (in greco antico: Πρωτογένεια?, Prōtoghèneia) è un personaggio della mitologia greca. Il suo nome significa la Prima Nata ed è la prima donna mortale nata dopo il Diluvio.

## Genealogia
Figlia di Deucalione e Pirra, fu madre di Etlio (avuto da Zeus) e di Opo.

## Mitologia
Nacque mentre il Diluvio era in corso e, dopo che l'arca si arenò sul monte Parnaso, discese con i genitori dalla montagna e si fermò vicino alla città di Oponte, in Tessaglia, chiamata anche, da Pindaro, la città di Protogenia.
Secondo Strabone crebbe a Cino (Κῦνος Kýnos) dove si dice che sua madre Pirra sia stata sepolta.
Opo ha come nipote un altro Opo, figlio di Locro (a sua volta figlio di Fisco, Φύσκος Phýskos) e di Cambise o un'altra Protogenia. Quest'ultima probabilmente è una discendente di questo personaggio.